# Gregory Helms
Pour les articles homonymes, voir Helms.
Gregory Shane Helms (né le 12 juillet 1974 à Smithfield) est un catcheur (lutteur professionnel) américain.

## Carrière de catcheur

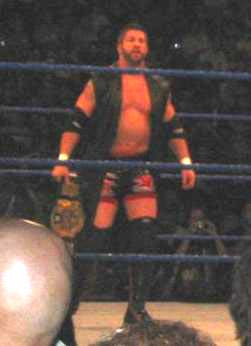
Helms Cruiser Champion.

### Débuts (1991-2000)
Helms commence sa carrière en 1991. Il lutte à l'Organization of Modern Extreme Grappling Arts (OMEGA) entre 1997 et 2000

### World Championship Wrestling (1994-2001)
Il a commencé sa carrière de catcheur professionnel à la World Championship Wrestling. Il était membre des 3 Count avec Shannon Moore et Evan Karagias où il gagna le WCW Hardcore Championship avec ces deux partenaires.
Il aura des rivalités avec Billy Kidman, Jamie Noble, Shanon Moore et surtout Chavo Guerrero.
Il gagnera aussi le WCW Cruiserweight Championship contre Chavo Guerrero et sera le dernier à détenir le titre.

### World Wrestling Federation/World Wrestling Entertainment (2001-2010)

#### Raw (2002-2006)
Il apparait à WWE Raw avec la gimmick d'un super-héros sous le nom de The Hurricane. Il aura notamment une rivalité avec The Rock. Dans cette rivalité, lui et son rival, The Rock (connu pour ses talents au micro) se lancent dans plusieurs segments où The Rock et the Hurricane se disputent concernant les super-heros et Le roi Scorpion. La rivalité donnera lieu à un match remporté par The Hurricane qui est souvent cité comme la plus grande surprise de l'histoire du catch. Il devint aussi World Tag Team Champion avec Kane.
Le 29 janvier 2006 il remporte un match à 6 regroupant également Kid Kash, Funaki, Nunzio, Jamie Noble et Paul London et il devient pour la 3 fois WWE Cruiserweight Champion. Il commence ce soir là le plus long règne de l'histoire du titre Cruiserweight.
À The Great American Bash 2006, il gagne contre Matt Hardy

#### Smackdown (2006-2009)
Helms a eu le plus long règne de champion dans l'histoire de Smackdown, gardant son titre de Cruserweight du PPV Royal Rumble, le 29 janvier 2006, jusqu'au PPV No Way Out, le 18 février 2007, soit un règne d'1 an et 21 jours.
Le 1er mai, il se blesse au cou lors d'un match contre Jimmy Wang Yang, ce qu'il l'éloignera des rings jusqu'en septembre 2008.
Dans le courant d'avril 2008, il demande à ses fans dans laquelle de ces 2 gimmicks ceux-ci désirent le revoir et c'est la gimmick de The Hurricane qui fut précisée.
Il apparait régulièrement lors des shows Smackdown via des petites vignettes nommées "Hurrapop" pendant les entrées d'autres catcheurs. Il sera maintenant connu sous le nom de Hurricane Helms.
Il a fait son retour le 5 décembre dans un match contre Montel Vontavious Porter, match qu'il a gagné grâce à son Shining Wizard. Il revient en tant que face.
Lors du SmackDown du 26, il ne remporte pas le WWE United States Championship, malgré ses 3 prises de finition. Shelton Benjamin reste donc United States Champion.
Lors de l'épisode du 6 février, Helms a attaqué Matt Hardy, afin de venger Jeff de la trahison de son frère mais il se fait assommer par Matt Hardy.

#### ECW et licenciement (2009-2010)
Lors du WWE Draft de 2009, il est envoyé à la ECW. Pendant quelque temps, il réalise des interviews en coulisse, mais celles-ci sont systématiquement interrompues par des incidents entrainant l'intervention de The Hurricane. Paul Burchill déclare alors que The Hurricane et Gregory Helms sont la même personne. Une rivalité commence entre les deux conduisant au retour sur le ring de The Hurricane lors d'un match entre Burchill et Yoshi Tatsu. Il termine finalement cette rivalité en expulsant Burchill et sa sœur de la ECW dans un match « masque contre carrière ». Quelque temps plus tard, The Hurricane est attaqué par un individu masqué surnommé The Reaper qui s'avèrera être Burchill qui perdra de nouveau sa place.
Le 26 février 2010, la WWE le licencie en même temps que Paul Burchill.

### Pro Wrestling Syndicate (2013-2014)
Lors de Super Card 2013 - Tag 1, il participe à un Battle Royal Match qui est remporté par Bonesaw et ne devient pas challenger no 1 au PWS Heavyweight Championship. Lors de Super Card 2013 - Tag 2, Starman et lui perdent contre Chris Chetti et Nova.

### Total Nonstop Action Wrestling (2015-2017)
En mars 2015, Helms a reçu un essai pour la TNA en tant qu'agent et a commencé à travailler pour la société en tant que producteur.

#### Débuts, The Helms Dynasty et départ (2015-2017)
Il fait ses débuts télévisés à Bound For Glory en félicitant le TNA X Division Champion Tigre Uno. Le 26 janvier, il confronte Tigre Uno pour avoir un match pour le TNA X Division Championship.
Le 2 février, il devient le manager de Trevor Lee qui remporte le TNA X Division Championship et il tourne Heel.
Le 19 juin 2017, il annonce son départ de la compagnie.

### Retour à la World Wrestling Entertainment (2018-...)

#### Participation au Royal Rumble (2018)
Le 28 janvier, il fait une apparition d'un soir au Royal Rumble en entrant dans le Royal Rumble match en 21e position mais se fait éliminer par John Cena en 16e position après 0:45 secondes de participation.

#### Retour en tant que producteur (2019-...)
Le 28 janvier 2019, il est annoncé que Helms venait de signer un contrat avec la WWE en tant que producteur. Le 15 avril 2020, il annonce son départ de la WWE.
Il reviendra en novembre 2020 en tant que producteur.

#### Participation au Royal Rumble (2021)
Il entre en numéro 23 dans le Royal Rumble 2021 mais il est éliminé par Big E et Bobby Lashley après 30 secondes passées sur le ring.

### Ring of Honor (2018-2019)
Il fait ses débuts à la Ring of Honor en juin 2018 sous le nom de Hurricane Helms.
Le 15 juin 2018 lors de ROH State of the Art: San Antonio, il perd avec Cheeseburger & Delirious contre Bully Ray, Punishment Martinez & Shane Taylor. Le 16 juin lors de ROH State of the Art: Dallas, il gagne avec Delirious contre Frankie Kazarian et Christopher Daniels. Le 30 juin lors de ROH FairFax Excellence, il perd contre Marty Scurll.
Le 25 août lors de ROH Philadelphia Excellence, il bat Marty Scurll. Le 12 octobre lors de Glory By Honor XVI - Night 1, Hurricane Helms et Scurll s'affrontent au cours d'un match qui se termina en double disqualification.

### All In (2018)
Le 1er septembre 2018 lors du show indépendant ALL IN, il perd une bataille royale déterminant le premier aspirant au ROH World Championship au profit de Flip Gordon.

### House of Hardcore (2018)
Le 3 septembre 2018 lors de House of Hardcore 50, il bat C. W. Anderson.

### Ohio Valley Wrestling (2018-2019)
Le 26 septembre 2018, il fait ses débuts à la OVW en battant Dapper Dan.
Le 10 octobre lors du 1000e épisode de OVW TV, il perd contre Abyss. Le 14 décembre lors de OVW Christmas Chaos, il bat Abyss par disqualification au cours d'un steel cage match mais ne remporte pas le OVW Championship.

### All Elite Wrestling (2020)
Le 7 novembre 2020, il apparaît lors du pay-per-view Full Gear, aidant Matt Hardy lors de son match face à Sammy Guevara.

## Palmarès
- Caroline Championship Wrestling Alliance
  - 2 fois CCWA Light Heavyweight Champion
- Empire State Wrestling
  - 1 fois ESW Tag Team Champion avec Johnny Adams
- New Dimension Wrestling
  - 1 fois NDW Tag Team Champion avec Mike Maverick
- NWA Wildside
  - 1 fois NWA Georgia Tag Team Champion avec Moore[18]
- Organization of Modern Extreme Grappling Arts
  - 2 fois OMEGA Tag Team Champion avec Mike Maverick[19]
- Pro Wrestling International
  - 1 fois PWI International Heavyweight Champion
- Southern Championship Wrestling
  - 1 fois SCW Heavyweight Champion
  - 1 fois SCW Tag Team Champion avec Mike Maverick
- Southern Wrestling Alliance
  - 1 fois SWA Light Heavyweight Champion
- Texas Championship Wrestling
  - 1 fois TCW Tag Team Champion avec Lenny Lane
- World Championship Wrestling
  - 1 fois WCW Hardcore Champion
  - 1 fois WCW Cruiserweight Champion
- World Wrestling Federation/World Wrestling Entertainment
  - 3 fois WWE Cruiserweight Champion (règne le plus long à la WWE)
  - 1 fois WWF European Champion
  - 1 fois WWF Hardcore Champion
  - 2 fois WWE World Tag Team Champion
    - 1 fois avec Kane
    - 1 fois avec Rosey
- World Wrestling Organization
  - 1 fois WWO Light Heavyweight Champion
- Autres titres
  - 1 fois NAPW Light Heavyweight Champion

## Vie personnelle
Il est le neveu de Eric Bischoff.
Il est également ami avec les catcheurs Jeff & Matt Hardy et Shannon Moore.
On peut le voir faire des apparitions dans le Hardy Show. 
Il se fait arrêter à quatre jours du Royal Rumble à la suite d'une bagarre avec Chris Jericho.
Il a eu un accident de moto en 2011.
Il a été arrêté le vendredi 26 août 2011 a 8:27 pour une conduite avec facultés affaiblies. D'après la rumeur, le 18 octobre 2012, il aurait été arrêté pour menace envers quelqu'un qui draguait sa petite amie dans le bar d'un motel de passage de Pittsburgh